# Lemna perpusilla
Lemna perpusilla är en kallaväxtart som beskrevs av John Torrey. Lemna perpusilla ingår i släktet andmatssläktet, och familjen kallaväxter. Inga underarter finns listade.

## Bildgalleri

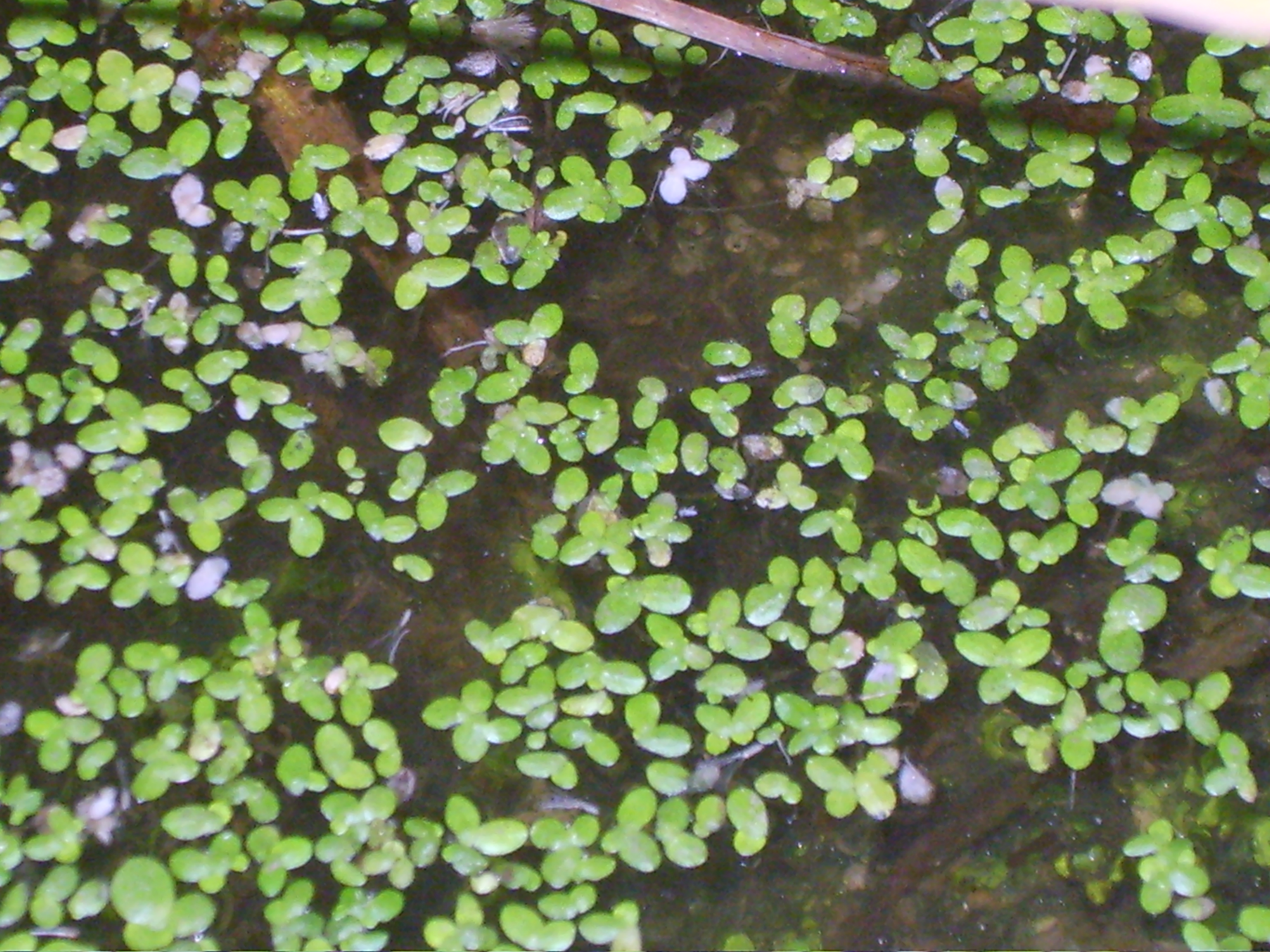
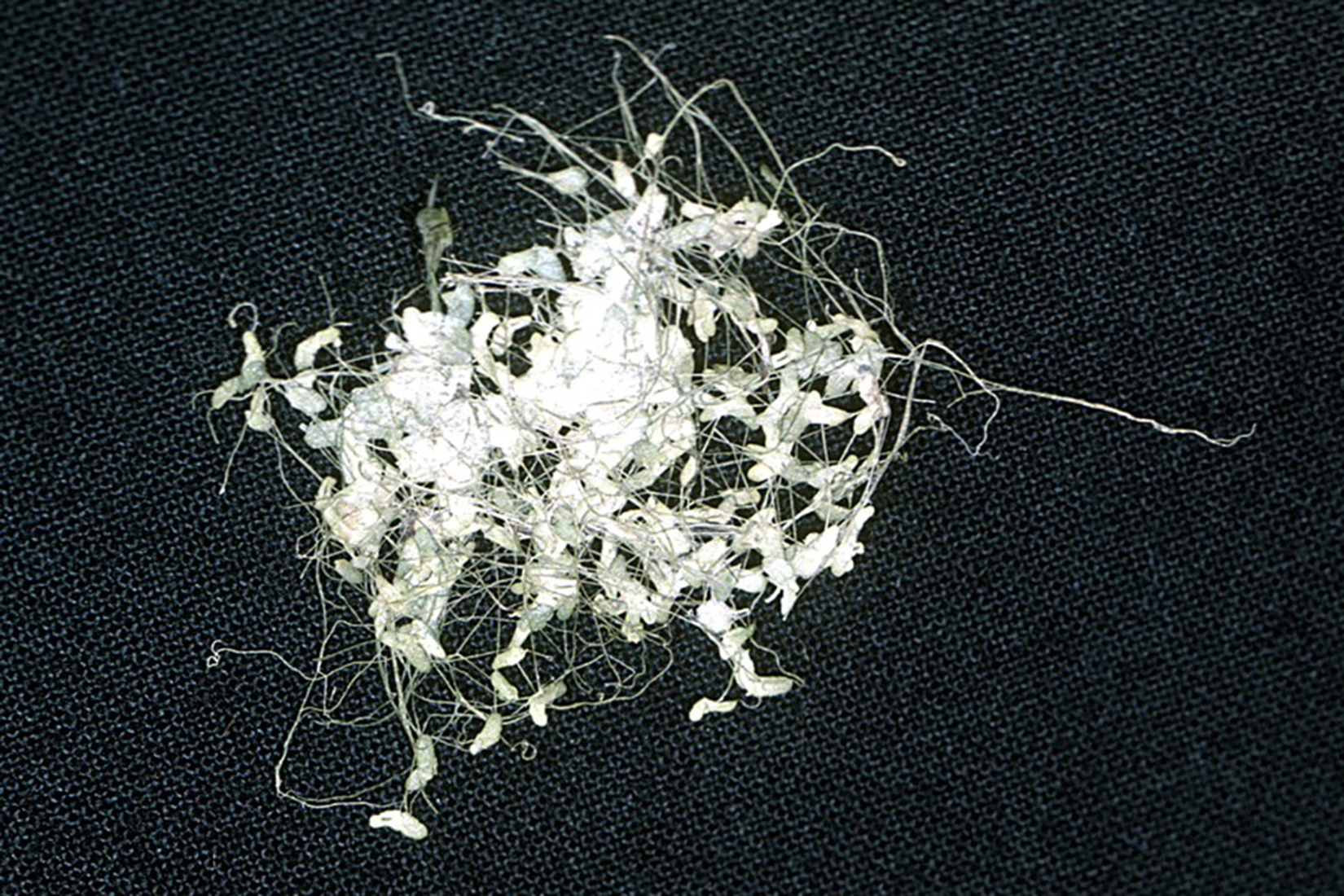